# Pommier domestique
Malus domestica
Pour les articles homonymes, voir Pommier (homonymie).
Espèce
Classification APG III (2009)
Le Pommier domestique ou Pommier commun (Malus domestica), est une espèce de plantes à fleurs de la famille des Rosaceae. C'est un arbre fruitier largement cultivé pour ses fruits, les pommes.
Il en existe environ 20 000 variétés (sous-espèces et cultivars) dont la moitié d'origine américaine, environ 2 000 anglaises et 2 000 chinoises. Les pommiers sont le plus souvent cultivés dans des vergers.

## Origine
Nikolai Vavilov l'avait supputé dès les années 1930 mais l'origine du pommier domestique (Malus domestica) n'a été confirmée qu'en 2001. Après analyse de l'ADN, on sait aujourd'hui que son ancêtre principal est une espèce asiatique, Malus sieversii espèce endémique de la zone allant des Balkans au nord des montagnes de l'Altaï. On sait également que cette espèce est un proche parent de deux autres espèces de la région : Malus baccata et Malus kirghizorum. Cette origine n'exclut pas des hybridations avec le M. sylvestris d'origine européenne pour certaines variétés comme Granny smith supposé provenir d'une telle hybridation. D'autres espèces interviennent également comme M. floribunda chez 'Ariane'. D'autre part, M. orientalis se retrouve chez certaines variétés du Caucase et d'Italie et Malus prunifolia donne également naissance à quelques variétés cultivées.
D'un point de vue génétique, le génome du pommier domestique a été intégralement séquencé par une équipe italienne en août 2010 : les chercheurs montrent l'existence de 992 gènes de résistance aux maladies et une « duplication complète du génome relativement récente qui a provoqué la transition de 9 chromosomes ancestraux à 17 chromosomes du Pyreae », ancêtre de la pomme. Ce phénomène de polyploïdie (qui s'est également passé chez le poirier et le peuplier) a eu lieu il y a 50 à 65 millions d'années et pourrait provenir d'une réaction de survie (« effet de vigueur ») face à une catastrophe ayant entraîné une destruction massive d'espèces, notamment des dinosaures,.

## Nom scientifique
Le nom scientifique du pommier domestique prête lui aussi à controverse. On l'a appelé successivement Malus domestica Borkh. (1803), Malus communis Poir. (1804), etc. (voir synonymes plus bas). Une étude de 2001 donne comme nom scientifique celui donné dès 1768 par Philip Miller Malus pumila (« pommier nain » selon la traduction littérale du latin). Actuellement, le nom préféré est Malus domestica. Les pommiers domestiques actuels sont donc des cultivars ou variétés et doivent être nommés par exemple Malus domestica Granny Smith.

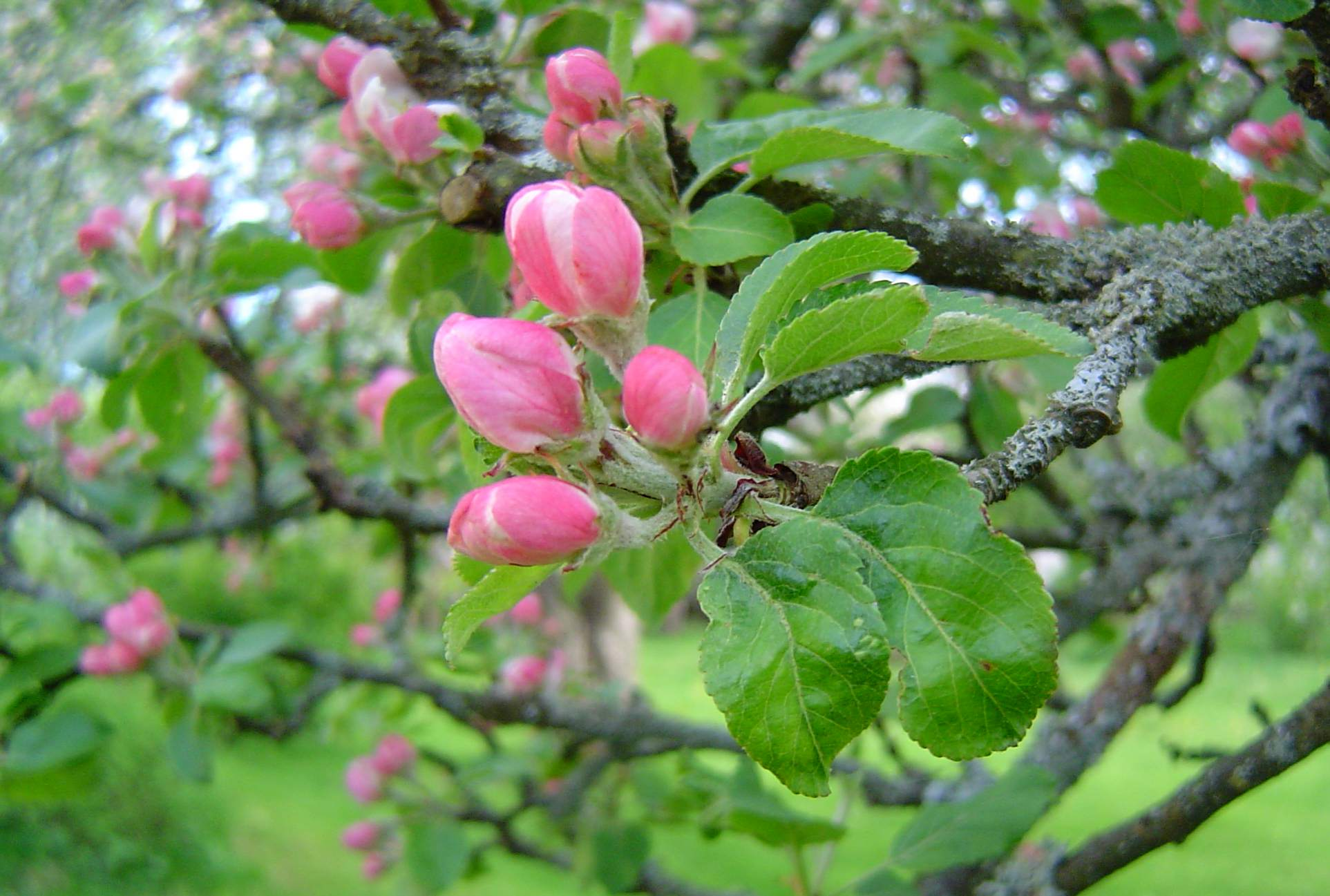
Pommier en fleurs.

## Histoire
On a longtemps pensé que le pommier domestique était un arbre d'origine autochtone en Europe et en France. Des analyses ADN ont pourtant montré en 2001 que l'ancêtre principal du pommier domestique est une espèce d’Asie centrale, Malus sieversii, et non Malus sylvestris d'origine européenne.
La présence du pommier domestique est néanmoins attestée en Europe depuis la  plus haute antiquité. Hésiode, poète grec du VIIIe siècle av. J.-C., évoque déjà la greffe du pommier.
Jadis, dans certaines cultures, Malus domestica était considérée comme une plante magique. Tantôt inquiétant, à cause de la pomme du Paradis provoquant la chute de l'Homme, tantôt expression de la sagesse, à cause de Salomon (25:11) qui écrit « comme des pommes d'or dans des ouvrages en argent ciselé » ou encore Pomme de discorde chez les anciens Grecs, le pommier semble doué de vertus surnaturelles.

## Pommier paradis et doucin
Deux variétés de pommier sont très répandues depuis le XVIe siècle, le pommier Paradis et le pommier Doucin (ou douçain). Ces noms vernaculaires furent longtemps utilisés. On pensait à l'origine qu'il s'agissait d'espèces à part entière de pommier mais il s'agit en fait de variétés de Malus pumila « standard » mais disposant de caractéristiques spécifiques qui les rendent particulièrement adaptés à l'usage en porte-greffe.
Si le Doucin peut être de différentes tailles, le pommier Paradis est toujours un arbre de petite taille (Le qualificatif spécifique latin, pumilus (nain), prend ici son sens) dont la racine casse comme du verre. Il donne une pomme très médiocre en grosseur et en qualité, mais qui mûrit de très bonne heure, c’est-à-dire à la fin de juillet ; elle est jaunâtre, ponctuée de brun et rayée de rouge du côté du soleil.

### Origine du nom Paradis
« Les poètes latins nous apprennent que la pomme dans laquelle Ève et Adam mordirent avec tant de convoitise, appartenait précisément à cette variété, d'où vient qu'ensuite on lui donna le nom du lieu alors habité par eux, le Paradis terrestre. »

### Utilisation
Le pommier Paradis est souvent utilisé en porte-greffe car il a l'avantage de « mettre à fruit » très rapidement. Ainsi, dans de bonnes conditions, un semis de pommier paradis produit généralement ses premiers fruits vers trois ou quatre ans. Un greffon posé sur un porte-greffe Paradis mettra à fruit selon la variété soit la seconde année de la greffe, soit au plus tard la troisième ou quatrième année.
L'observation prouve, de plus, que les variétés greffées sur paradis donnent des fruits beaucoup plus gros et meilleurs. Pour Augustin Sageret, il semble donc qu'il est de l'intérêt des cultivateurs de ne plus greffer que sur cette variété même si les arbres qui en résultent vivent peu de temps et produisent chaque année beaucoup moins de fruits que ceux qui sont greffés sur franc ou que les pleins-vents.
Les célèbres porte-greffes de la série Malling (M.7, M.9, M.26) sont pour la plupart issus de Paradis ou de Doucin.
Sa taille naine en fait également une espèce adaptée pour la formation en bonsaï.

## Description du pommier domestique

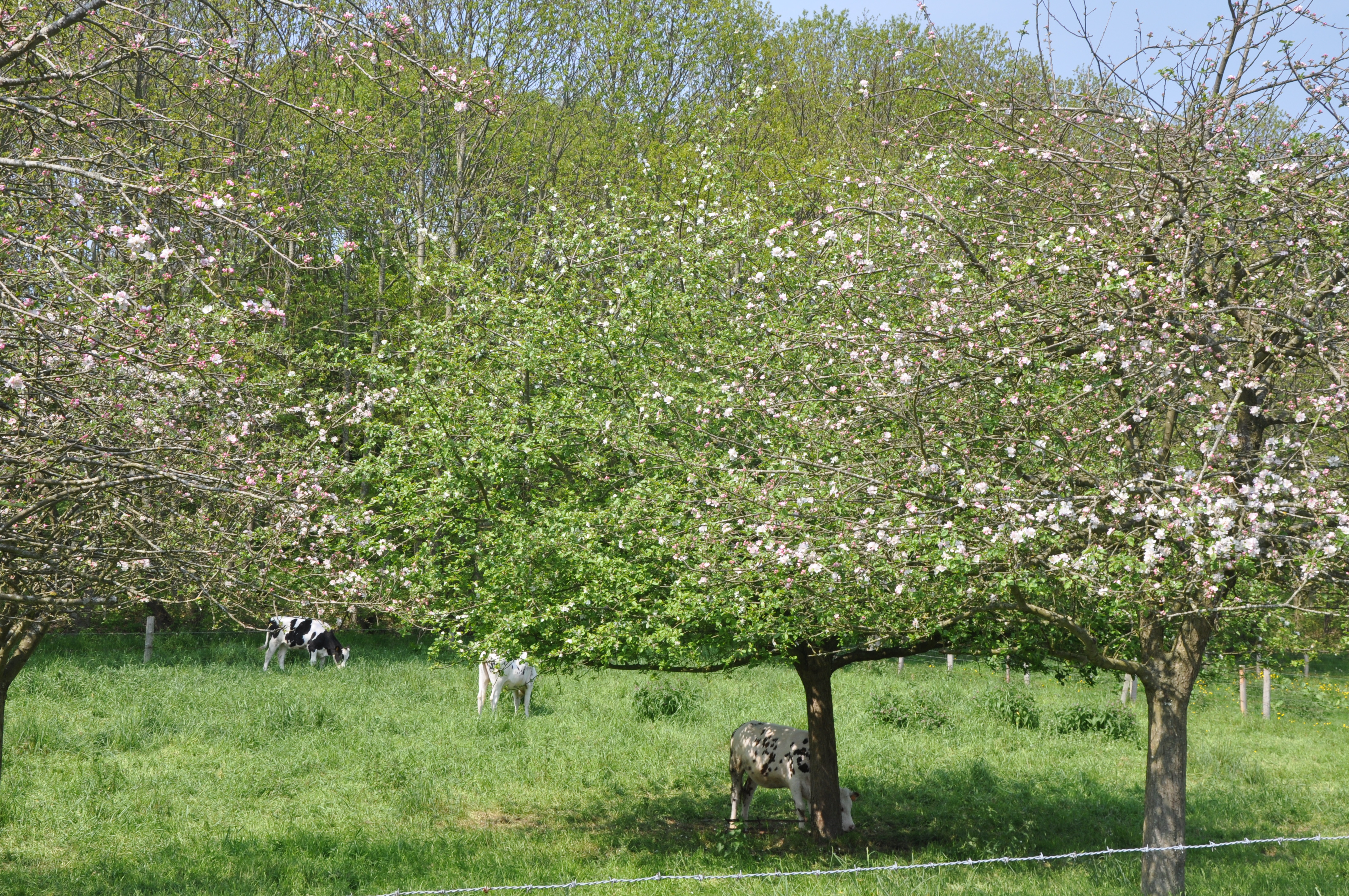
Pommiers en Normandie.

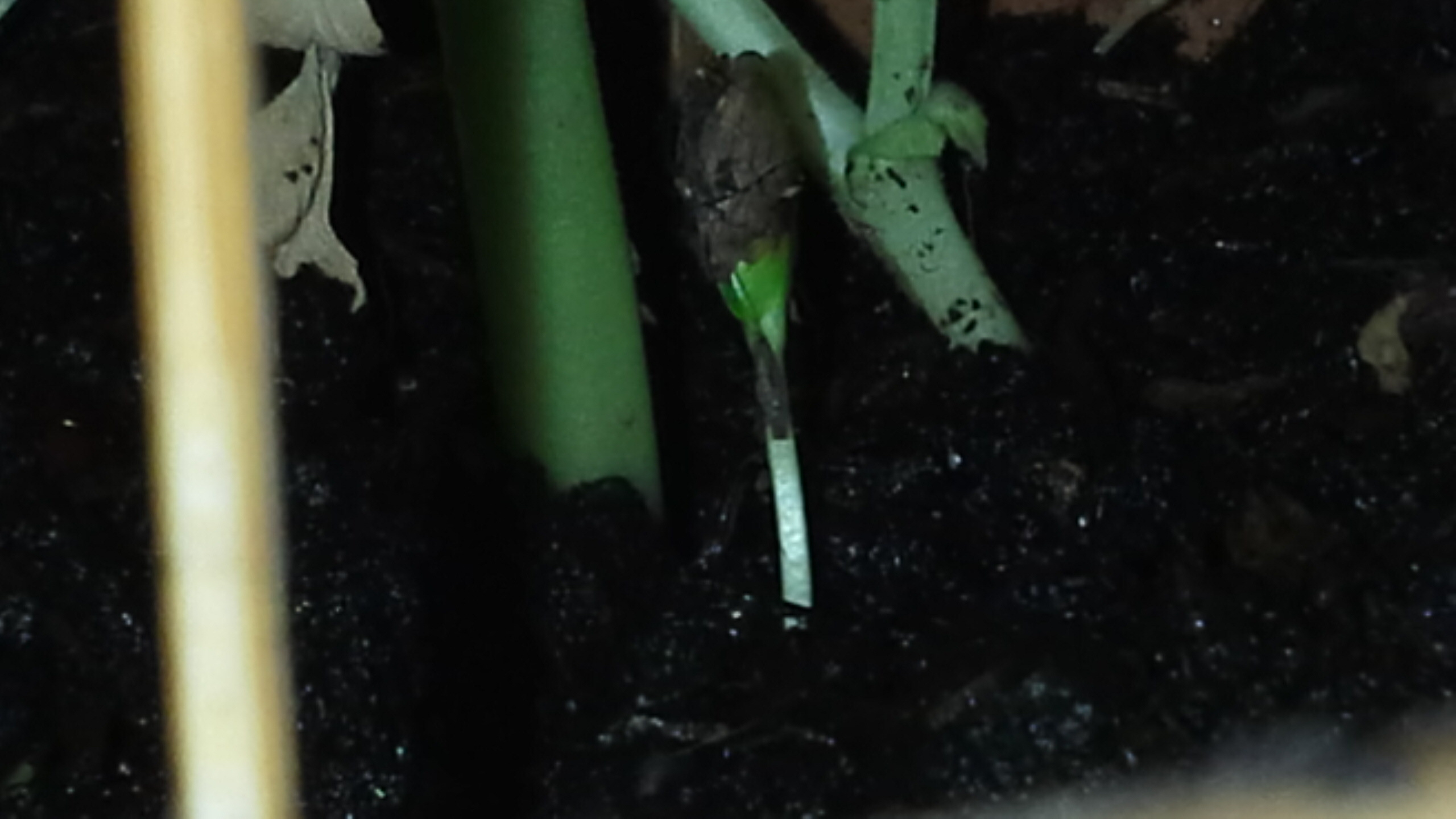
Germination du pommier.

Le pommier domestique est un arbre hermaphrodite à feuilles caduques. Selon les variétés, il mesure de 2 à 15 mètres et peut être soumis à la taille ou élevé en plein-vent. Il fleurit en mai (fleurs roses) et donne des fruits acides (pommes à cidre) ou sucrés (pommes à couteau ou de table).
Il peut vivre plus de 100 ans mais les arbres cultivés en verger sur des porte-greffes nains (type M9) sont généralement remplacés tous les 15 ans car leur fécondité commence à baisser. Les arbres de haute tige peuvent, eux, bien produire jusqu'à l'âge de 30 ans.
La pomme est en partie vrai-fruit pour le trognon comprenant les pépins, organes de reproduction, et faux-fruit pour la chair qui dérive du réceptacle floral.
Les feuilles du pommier sont simples, à limbe denté et à disposition alterne.
Chaque bouton à fleurs donne une inflorescence de cinq fleurs hermaphrodites à symétrie radiaire disposant chacune de cinq pétales blancs, un calice composé de cinq sépales, environ 20 étamines et un pistil se divisant en cinq styles. L'ovaire a quatre carpelles contenant deux ovules, ce qui donne généralement 10 pépins mais certains cultivars en ont davantage. Liberty et Northern Spy, par exemple, produisent entre 12 et 18 pépins et le porte-greffe Ottawa 3 donne souvent entre 20 et 30 pépins. Les cultivars de pommier ont des tendances hétérogènes à l'alternance dont l'origine est en lien avec les flux des glucides et des phytohormones.
L'écorce du pommier et les pépins de pommes renferment un hétéroside, le cyanure, qui est toxique à haute dose mais totalement inoffensif pour l'homme en cas d'ingestion de quelques pépins.

## Variétés de pommiers
Le très grand nombre de variétés de pommiers domestiques s'explique par la structure génétique hétérozygote de l'espèce. En effet, le génome des pommiers est composé de chromosomes disposant d'allèles spécifiques d'auto-incompatibilité nommés allèles S1. Ainsi, dès qu'un S1 croise un autre S1 identique, la fécondation est bloquée. Le pommier doit donc toujours trouver des partenaires porteurs d'allèles compatibles pour pouvoir se reproduire. C'est ce phénomène qui aurait entraîné le développement d'une telle diversité de cultivars. C'est aussi pour cette raison que lorsqu'on sème des pépins même issus d'une même pomme, on peut obtenir des pommiers très différents les uns des autres.
Collections de variétés anciennes
Il existe toute une série de variétés nouvellement obtenues et génétiquement plus résistantes aux maladies notamment aux races communes de tavelure. Ces variétés sont obtenues par croisement naturel de variétés plus anciennes avec une variété porteuse de gènes de résistances. Pour n'en citer que quelques-unes : Delbardivine, Harmonie, Santana, Topaz, Ariane, Rezista Rome-like, Ecolette, Collina, Rubinola, etc.
Sélectionnées par le petit Centre de recherches agronomiques de Gembloux (en Belgique) à l’intention des particuliers, les anciennes variétés de fruits certifiées « RGF » (« Ressources Génétiques Fruitières ») affichent une faible sensibilité aux maladies ainsi que de hautes qualités fruitières.

### Modification génétique
Des chercheurs canadiens ont mis au point des variétés génétiquement modifiées pour inhiber le brunissement enzymatique chez la pomme (variétés 'Arctic' de la société canadienne Okanagan). Ce résultat a été obtenu par l'extinction du gène d'expression de la polyphénol-oxydase. Cette technique évite l'introduction de gènes provenant d'espèces différentes. Ces variétés sont en cours d'évaluation par les autorités sanitaires des États-Unis et du Canada.

### Propagation
Il est possible de multiplier un pommier par semis de pépin de pommes mais on n'obtiendra pas la variété d'origine car le pommier est hétérozygote. Si on souhaite obtenir une variété précise, on doit procéder à une greffe.
Le semis peut donner des francs utilisables comme porte-greffe. On peut semer dès l'automne ou à la fin de l'hiver et la levée s'effectue dès le début du printemps. Si on préfère semer au printemps, les pépins devront être conservés dans un environnement humide à 10 % pendant au moins deux mois à une température de 2 à 6 °C (stratification).
Après un à deux ans de pépinières et avant la plantation en pleine terre, les variétés de pommes sélectionnées sont greffées sur des porte-greffes parfaitement adaptés aux conditions climatiques et culturales locales (pommier franc, pommier Doucin ou pommier Paradis). Le porte-greffe sera également choisi en fonction de la vigueur de la variété du greffon et de la grandeur de l'arbre à obtenir (gobelet, demi-tige ou haute-tige).
Certains cultivars tels que Cox’s Orange Pippin, Red delicious, Elstar, Gala, Jonagold, Rome Beauty, ou Winesap (en) ont tendance à générer des rameaux mutants (sport) alors que la majorité des cultivars sont plus stables.

### Pollinisation
Le pommier est rarement autofertile. Il produira donc très peu de fruits s'il n'est pas cultivé en association avec une autre variété de pommier en mesure de féconder ses fleurs, c'est ce que l'on nomme la pollinisation croisée. Certains pommiers comme les triploïdes (exemple : la Belle de Boskoop) sont autostériles et ne peuvent donc participer à une pollinisation croisée : ils ont besoin du pollen d'un autre mais ne savent en fournir valablement.

### Périodes de récolte
Les différentes variétés de pommier sont divisées en trois groupes dépendant de la période de maturité des fruits.
- Phase 1 : pommes mûres en juillet ou en août dans l'hémisphère nord. Quoique très colorées, parfumées, juteuses et sucrées, ces pommes précoces à peau fine sont assez fragiles et donc difficilement commercialisables en circuit long. Parmi les variétés de phase 1, on trouve par exemple, l'astrakan rouge ou la James Grieve.
- Phase 2 : les pommes de phase 2 sont moins colorées et parfumées, à peau plus épaisse mais leur chair est plus ferme et elles se conservent mieux comme la Cox's Orange Pippin ou la Ribston Pippin.
- Phase 3 : au début de l'automne arrivent des pommes rustiques au goût plus prononcé. Elles sont moins sucrées et juteuses. Leur peau est souvent d'aspect grossier et elles se conservent très longtemps. On y trouve par exemple des variétés comme la Belle de Boskoop ou la Granny smith.

## Ennemis du pommier

### Maladies
Les maladies les plus répandues chez les pommiers sont :
- la tavelure (Venturia inaequalis) ; se maîtrise avec des fongicides du mois de mars au mois de juin ou le choix de variétés nouvelles génétiquement résistantes aux races communes de tavelure;
- l'oïdium ou blanc (Podosphaera leucotricha) ; se maîtrise avec du soufre (mouillable ou fleur) ;
- le chancre du collet (Phytophtora cactorum):
  - Il peut être évité en utilisant les porte-greffes Geneva résistants développés par l'Université Cornell[13], le G.41 remplace par exemple le M9.
  - Il se traite grâce à la « bouillie bordelaise » appliquée à la fin de l'automne (chute des feuilles) et à la fin de l'hiver ;
- le feu bactérien, dû à Erwinia amylovora, heureusement rare ; cette maladie est incurable et nécessite souvent la brûlure complète des arbres atteints ;
- la maladie des taches liégeuses ;
- la maladie des taches de suie ;
- la mosaïque du pommier ;
- le monilia -ou moniliose- (monilia fructigena) ;
- la prolifération du pommier ou phytoplasme du pommier.

### Ravageurs
Contre certains insectes, il est possible d'utiliser des insecticides naturels qui s'avèrent efficaces. Les pucerons peuvent être combattus par une lutte dite « intégrée » à base de larves de coccinelles.
Le carpocapse peut se contrôler avec des « pièges à phéromones ».
- le puceron cendré du pommier (Dysaphis plantaginea) ;
- le puceron lanigère du pommier (Eriosoma lanigerum) ;
- le puceron vert migrant du pommier (Rhopalosiphum insertum) ;
- le puceron vert non migrant du pommier (Aphis pomi) ;
- les carpocapses (Cydia pomonela et C. janthinana, communément appelés « ver du fruit » ;
- le cémiostome du pommier (Leucoptera malifoliella);
- la cochenille jaune des arbres fruitiers (Quadraspidiotus piri) ;
- la cochenille ostréiforme (Quadraspidiotus ostraeiformis) ;
- la cochenille virgule du pommier (Lepidosaphes ulmi) ;
- l'hoplocampe du pommier (Hoplocampa testudinea) ;
- l'hyponomeute du pommier (Yponomeuta malinellus) ;
- la sésie du pommier (Synanthedon myopaeformis) ;
- la tordeuse rouge des bourgeons (Spilonota ocellana) ;
- la zeuzère (Zeuzera pyrina) ;
- le cossus gâte-bois (Cossus cossus) ;
- les acariens rouges (Panonychus ulmi).

Bien d'autres insectes peuvent, ici ou là, provoquer des dégâts, d'autant plus redoutables et importants que la densité des vergers de pommiers est grande.

### Carences
Elles apparaissent surtout en sols calcaires. Les pommiers sont, selon leurs porte-greffes, sensibles au manque de : zinc, magnésium, manganèse, bore ou fer. Les éléments principaux (azote, phosphore, potassium) sont quelquefois aussi la cause de symptômes de carences – en général, décoloration assez caractéristique d'une zone de la feuille.

## Synonymes
- Malus communis Poir.
- Malus dasyphylla Borkh.
- Malus domestica ou Malus × domestica
- Malus niedzwetzkyana Dieck
- Malus paradisiaca (L.) Medik.
- Malus praecox (Pall.) Borkh.
- Malus pumila var. niedzwetzkyana (Dieck) C. K. Schneid.
- Malus pumila var. paradisiaca (L.) C. K. Schneid.
- Malus sylvestris var. mitis
- Malus sylvestris var. niedzwetskyana (Dieck) L. H. Bailey
- Malus sylvestris var. praecox (Pall.) Ponomar.
- Pyrus malus var. paradisiaca L.
- Pyrus niedzwetzkyana (Dieck) Hemsl.
- Pyrus praecox Pall.